# Hypsosinga pygmaea nigriceps
Hypsosinga pygmaea nigriceps is een spinnenondersoort in de taxonomische indeling van de wielwebspinnen (Araneidae).
Het dier behoort tot het geslacht Hypsosinga. De wetenschappelijke naam van de soort werd voor het eerst geldig gepubliceerd in 1903 door Wladislaus Kulczynski.